# Hilde Körber
Hilde Körber (Vienna, 3 luglio 1906 – Berlino, 31 maggio 1969) è stata un'attrice austriaca.

## Biografia
Hilde Körber nacque a Vienna nel 1906, figlia di Annette Fortelini e dell'ingegnere elettrico Karl Körber. Fece il suo debutto a dodici anni nel Macbeth. Dal 1920 al 1922, seguì corsi di recitazione all'Accademia di Musica e di Arti Drammatiche di Vienna. Recitò a Stuttgart, Oldenburg, Zurigo e Berlino.
Nel 1930, debuttò nel cinema in Die Jagd nach dem Glück, un film di Rochus Gliese dove nel cast tra gli attori appare anche Jean Renoir. Nella sua carriera, l'attrice girò una sessantina di film, tra cinema e TV, continuando a lavorare anche in teatro.

## Famiglia
Il suo primo marito fu Walter Varndal, attore e direttore di una compagnia di giro. Hilde Körber si sposò poi con Veit Harlan, un regista che, alla fine della guerra, avrebbe subito un processo per le sue compromissioni con il regime nazista. Il matrimonio fu celebrato il 19 febbraio 1929, nell'ospedale dove l'attrice era ricoverata in preda allo doglie: lo stesso giorno, nacque il loro primo figlio, Thomas che, in seguito, sarebbe diventato uno scrittore e un cineasta politicamente impegnato a sinistra. L'unione con Harlan durò nove anni e la coppia ebbe altre due figlie, l'attrice Maria Körber e Susanne Christa Körber-Harlan. Il matrimonio entrò in crisi e finì proprio per le convinzioni politiche del marito.

## Filmografia
- Die Jagd nach dem Glück, regia di Rochus Gliese (1930)
- Maria, die Magd, regia di Veit Harlan (1936)
- Fridericus, regia di Johannes Meyer (1937)
- La sonata a Kreutzer, regia di Veit Harlan (1937)
- Ingratitudine (Der Herrscher), regia di Veit Harlan (1937)
- Mein Sohn, der Herr Minister, regia di Veit Harlan (1937)
- Patrioten, regia di Karl Ritter (1937)
- Brillanti (Brillanten), regia di Eduard von Borsody (1937)
- La vita del dottor Koch (Robert Koch, der Bekämpfer des Todes), regia di Hans Steinhoff (1939)
- Casa lontana, regia di Johannes Meyer  (1939)
- Fasching, regia di Hans Schweikart (1939)
- Ohm Kruger l'eroe dei Boeri (Ohm Krüger), regia di Hans Steinhoff e (non accreditati) Karl Anton e Herbert Maisch (1941)
- Il grande re (Der große König), regia di Veit Harlan (1942)
- L'accusata (Damals), regia di Rolf Hansen (1943)
- Wenn die Abendglocken läuten, regia di Alfred Braun (1951)
- Ave Maria, regia di Alfred Braun (1954)